# Zúgó (Szlovákia)
Zúgó (más néven Podspáditelep, szlovákul Podspády) Zár településrésze Szlovákiában az Eperjesi kerület Poprádi járásában.

## Fekvése
Kis tátrai falu a Javorinai határátkelőtől 5 km-re Keletre a Javorinka-patak mellett.

## Nevének eredete
Neve a Javorinka-patak szüntelen zúgásával függ össze.

## Története
A falu egy a palocsai Horváth család birtokán épített erdészlak körül alakult ki a 19. század közepén. Mellette fűrésztelep létesült, mely ma is működik. 1922-ben 13 km hosszú drótkötélpályát építettek a falu és a szomszédos Lándok között, mely 1936-ig üzemelt. A településnek turistaszállója is van. Ma néhány családi ház mellett a Tátrai Nemzeti Park épületei találhatók itt.

## Nevezetességei
A Hohenlohe hercegek vadászkastélya.

## Külső hivatkozások
- Zúgó a Magas-Tátra turisztikai honlapján
- Zúgó Szlovákia térképén
- A vadászkastély
- Kastélyok Európában Archiválva 2016. március 8-i dátummal a Wayback Machine-ben
- A faluról (németül)[halott link]